# Вестсајд (Ајова)
Вестсајд (енгл. Westside) град је у америчкој савезној држави Ајова. По попису становништва из 2010. у њему је живело 299 становника.

## Демографија
Према попису становништва из 2010. у граду је живело 299 становника, што је -28 (-8.6%) становника више него 2000. године.
| Група             | 2000.        | 2010.       |
| Белци             | 327 (100.0%) | 292 (97,7%) |
| Афроамериканци    | 0 (0,0%)     | 0 (0,0%)    |
| Азијати           | 0 (0,0%)     | 0 (0,0%)    |
| Хиспаноамериканци | 0 (0,0%)     | 7 (2,3%)    |
| Укупно            | 327          | 299         |